# 莫爾德峰
莫爾德峰（英語：Moulder Peak），是南極洲的山峰，位於埃爾斯沃思地，處於羅森塔爾山東南面6公里，屬於赫里蒂奇嶺中自由山脈的一部分，現時由南極條約體系管理。